# Боги и монстры (фильм)
«Боги и монстры» (англ. Gods and Monsters) — художественный фильм 1998 года режиссёра Билла Кондона с Иэном Маккелленом и Бренданом Фрэйзером в главных ролях, экранизация романа Кристофера Брэма «Отец Франкенштейна». В 1999 году картина получила премию «Оскар» за лучший адаптированный сценарий.
Лента была тепло встречена мировыми кинокритиками, которые в основном отметили выдающиеся актёрские работы Иэна Маккеллена и Линн Редгрейв.
Название взято из картины 1935 года «Невеста Франкенштейна», в которой доктор Преториус произносит тост «To a new world of gods and monsters!» — «За новый мир богов и чудовищ!».
Как указано на официальном сайте фильма, он является одним из самых первых сайтов, созданных для кинематографических произведений. Это делает его историческим документом.

## Сюжет
Бывший морской пехотинец Клэй (Фрэйзер) устраивается садовником на виллу, пожилой хозяин которой обладает неуживчивым характером. Молодой человек узнаёт, что это Джеймс Уэйл (Маккеллен) —известный в прошлом кинорежиссёр, создатель фильмов о Франкенштейне, вошедших в историю мирового кино.
Одинокий и всеми забытый, кроме верной служанки Ханны (Редгрейв), Уэйл занимается живописью и вспоминает дни юношества, участия в войне, любви и былой славы. Клэй внимательно слушает его рассказы о жизни, так не похожей на его собственную, а позже соглашается позировать, в том числе обнажённым, для портрета. Несмотря на различные социальное положение и сексуальные предпочтения, они становятся друзьями. Однако не плотское желание движет Уэйлом: недостаточно образованный, но физически развитый Клэй мог бы стать тем монстром, который поможет  угасающему от болезни старику уйти из жизни.

## В ролях[5]
| Актёр            | Роль             |
| ---------------- | ---------------- |
| Иэн Маккеллен    | Джеймс Уэйл      |
| Брендан Фрэйзер  | Клэйтон Бун      |
| Линн Редгрейв    | Ханна            |
| Лолита Давидович | Бетти            |
| Дэвид Дьюкс      | Дэвид Льюис      |
| Артур Дигнам     | Эрнест Тесайджер |

## Награды и номинации[4]

### Награды
- 1999 — премия «Оскар» за лучший адаптированный сценарий (Билл Кондон)
- 1999 — премия «Золотой глобус» за лучшую женскую роль второго плана (Линн Редгрейв)
- 1999 — премия «Выбор критиков» за лучшую мужскую роль (Иэн Маккеллен)
- 1999 — премия «Спутник» за лучший адаптированный сценарий (Билл Кондон)
- 1999 — три премии «Независимый дух»: лучший фильм, лучшая мужская роль (Иэн Маккеллен), лучшая женская роль второго плана (Линн Редгрейв)
- 1999 — премия британского независимого кино за лучшую мужскую роль (Иэн Маккеллен)
- 1999 — две премии «Хлотрудис»: лучший фильм, лучшая мужская роль (Иэн Маккеллен)
- 1998 — две премии Национального совета кинокритиков США: лучший фильм, лучшая мужская роль (Иэн Маккеллен)

### Номинации
- 1999 — две номинации на премию «Оскар»: лучшая мужская роль (Иэн Маккеллен), лучшая женская роль второго плана (Линн Редгрейв)
- 1999 — две номинации на премию «Золотой глобус»: лучший фильм — драма, лучшая мужская роль — драма (Иэн Маккеллен)
- 1999 — номинация на премию BAFTA за лучшую женскую роль второго плана (Линн Редгрейв)
- 1999 — номинация на премию «Выбор критиков» за лучший фильм
- 1999 — три номинации на премию «Спутник»: лучший фильм — драма, лучшая мужская роль — драма (Иэн Маккеллен), лучшая женская роль второго плана — драма (Линн Редгрейв)
- 1999 — номинация на премию «Независимый дух» за лучший сценарий (Билл Кондон)
- 1999 — две номинации на премию британского независимого кино: лучший британский фильм, лучший режиссёр (Билл Кондон)
- 1999 — две номинации на премию Гильдии киноактёров США: лучшая мужская роль (Иэн Маккеллен), лучшая женская роль второго плана (Линн Редгрейв)
- 1999 — номинация на премию Гильдии сценаристов США за лучший адаптированный сценарий (Билл Кондон)
- 1999 — три номинации на премию «Хлотрудис»: лучший режиссёр (Билл Кондон), лучшая мужская роль второго плана (Брендан Фрэйзер), лучшая женская роль второго плана (Линн Редгрейв)